# サザン・マニフェスト
サザン・マニフェスト（Southern Manifesto、日本語訳の「南部宣言」も用いられる）とは、公共の場における人種差別の撤廃に反対したアメリカ合衆国議会の国会議員たちによって、1956年の2月から3月に書かれた文書。

## 内容
マニフェストは、南北戦争で南軍側だった11州、アラバマ州、アーカンソー州、フロリダ州、ジョージア州、ルイジアナ州、ミシシッピ州、ノースカロライナ州、サウスカロライナ州、テネシー州、テキサス州、バージニア州選出の101名の政治家によって署名された。文書は主に、公立学校での人種差別撤廃を促した、1954年の最高裁判所の画期的なブラウン対教育委員会裁判の判決に対抗して作成された。最初の版はストロム・サーモンドによって書かれ、最後の版は主にリチャード・ラッセルが書いた。マニフェストは、アラバマ州、アーカンソー州、ジョージア州、ルイジアナ州、ミシシッピ州、サウスカロライナ州、バージニア州の代表議員すべてを含む、19名の上院議員と82名の下院議員によって署名された。
署名者のすべては南部の民主党員だったが、バージニア州選出の共和党員、ジョエル・ブロイヒルとリチャード・ポフの2名もいた。学校での人種隔離法は、当時のアメリカ南部といくつかの北部の州を特徴づける、息が長くてよく知られたジム・クロウ法の一部であった。
サザン・マニフェストは、「司法権の明確な乱用」をしたとして最高裁を非難した。それはさらに、あらゆる合法的な手段を用いて、憲法に合わないこの判決の逆転を引き起こし、実現における武力行使を防ぐことを約束した。